# Energica Motor Company
Energica Motor Company S.p.A. fou una empresa italiana fabricant de motos elèctriques. El projecte va néixer el 2010 a Mòdena impulsat pel Grup CRP, líder internacional en l'àmbit de les màquines CNC avançades i la impressió 3D amb sinterització làser selectiva per a la fabricació. Com a empresa independent, Energica es va fundar oficialment el 2014 amb l'objectiu de crear motocicletes sostenibles i d'altes prestacions. L'empresa va fer fallida i va entrar en liquidació el 14 d'octubre del 2024.

## Història

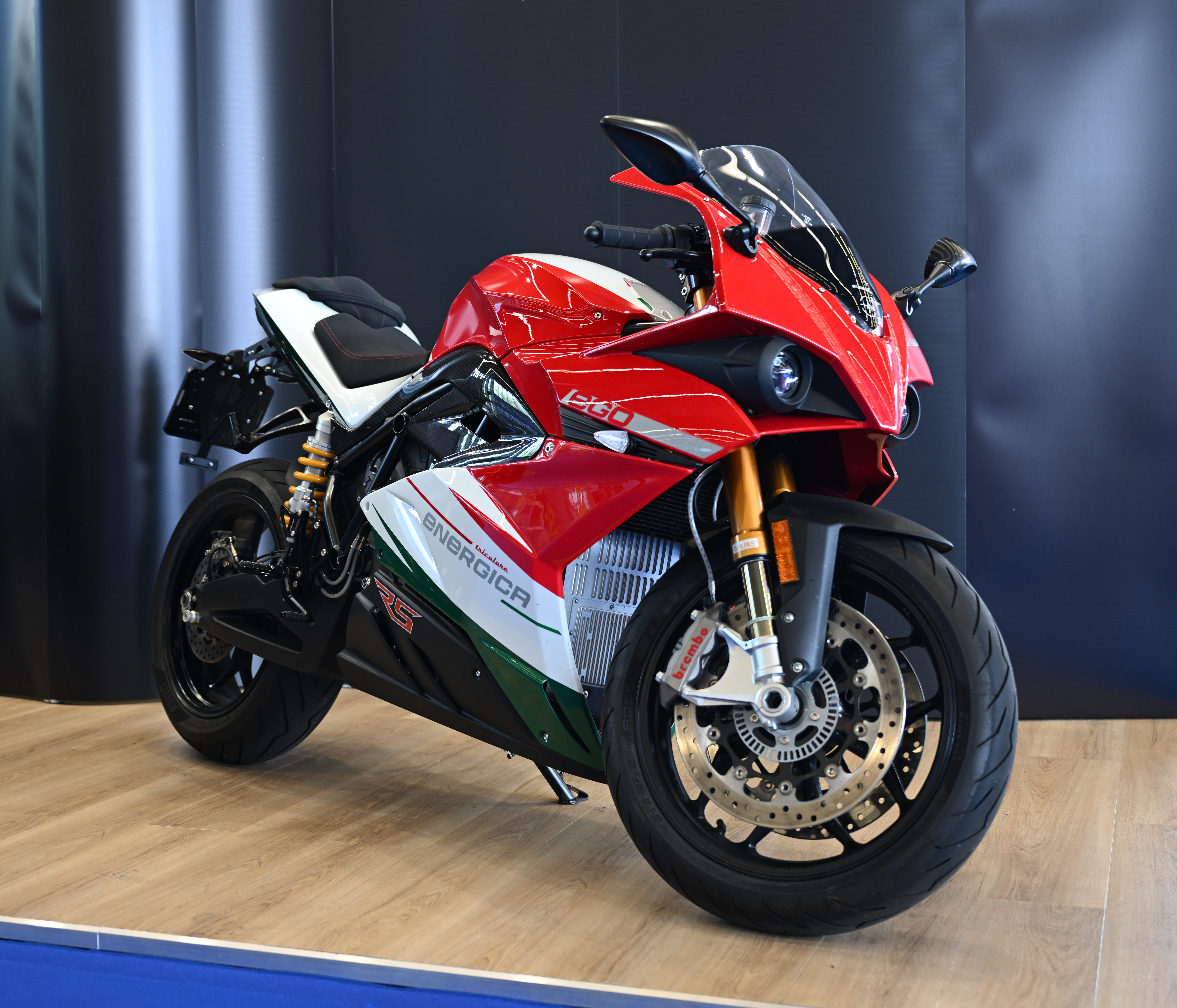
L'Energica Ego del 2022

El 2012, CRP va presentar el prototip de treball d'Energica a l'EICMA i el 2013 va llançar el primer model, l'Ego. A l'abril del 2014 es va presentar al Top Marques de Montecarlo l'Ego45, l'edició de luxe numerada de l'Energica Ego i el novembre del mateix any va néixer Energica Motor Company. Paral·lelament, la nova empresa va presentar el segon model, l'Energica Eva, acompanyada de tres configuracions de l'Energica Ego: blanc perla mat, negre mat i Energica Ego45 Carbone.
El 2014, Energica Motor Company va presentar la seva xarxa oficial de màrqueting i va anunciar l'obertura de les primeres botigues Energica als Estats Units i Europa.

### Copa del Món de MotoE
Del 2019 al 2022, Energica fou l'únic proveïdor de motocicletes oficials per a les quatre edicions de la Copa del Món de MotoE. El model emprat fou l'Energica Ego, que muntava pneumàtics Michelin.
Tot seguit es mostra una taula resum dels guanyadors de la Copa del Món de MotoE amb motocicleta Energica:
| Any  | Campió             | Equip                    | Punts |
| ---- | ------------------ | ------------------------ | ----- |
| 2019 | Matteo Ferrari     | Tentino Gresini MotoE    | 99    |
| 2020 | Jordi Torres       | Pons Racing 40           | 114   |
| 2021 | Jordi Torres       | Pons Racing 40           | 100   |
| 2022 | Dominique Aegerter | Dynavolt Intact GP MotoE | 227   |